# Procaris
Procaris là một chi tôm trong họ Procarididae.

## Các loài
Chi này được ghi nhận chứa các loài sau:
- Procaris ascensionis  Chace & Manning, 1972
- Procaris chacei  Hart & Manning, 1986
- Procaris hawaiana  Holthuis, 1973
- Procaris mexicana  von Sternberg & Schotte, 2004
- Procaris noelensis  Bruce & Davie, 2006